# Hydrocyrius
Hydrocyrius is een geslacht van wantsen uit de familie reuzenwaterwantsen (Belostomatidae). Het geslacht werd voor het eerst wetenschappelijk beschreven door Maximilian Spinola in 1850.

## Soorten
Het genus bevat de volgende soorten:

- Hydrocyrius colombiae Spinola, 1850
- Hydrocyrius longifemoratus (Brown, 1948)
- Hydrocyrius nanus Montandon, 1907
- Hydrocyrius punctatus (Stål, 1865)
- Hydrocyrius rectus (Mayr, 1863)